# سليمان باشا
حسني سليمان باشا (بالتركية: Süleyman Hüsnü Paşa) (ق. 1838 أو 1840 في إسطنبول – 1892 في بغداد) عسكري عثماني برتبة مشير، شارك في الحرب الروسية العثمانية 1877-1878.
ينتمي إلى قبيلة الأباظة الشركسية. تولى منصب وزير الحربية ثم أصبح واليا على مدينة حلب وقبرص عام 1292هـ/1875م، وفي 12 شوال 1124هـ/ 1712م، تولى منصب الصدارة العظمى مع منصب وزارة البحرية العثمانية.
تم عزله من المنصب لعدم موافقته السلطان أحمد الثالث على أن يقوم السلطان بنفسه بقيادة الجيش العثماني ضد الروس الذين تمكنوا من هزيمة سلفه الصدر الأعظم يوسف باشا.